# 시티 오브 뉴올리언스
시티 오브 뉴올리언스(영어: City of New Orleans)는 미국 일리노이주 시카고 유니언 역에서 루이지애나주 뉴올리언스 유니언 역까지 운행되는 장거리 열차이다.

## 역사 및 현황
1908년에 시카고 뉴올리언스 리미티드(영어: Chicago and New Orleans Limited)로 운행하기 시작했다. 1911년에 파나마 리미티드(영어: Panama Limited)로 변경 했다. 1912년에 전 차량이 침대 열차로 교체되었다. 1932년부터 1935년까지 세계 대공황으로 인해 이용객이 급감하면서 운행이 중단되었다. 1942년에 유선형 객차로 교체되었다. 1947년에 최초로 운행하기 시작했으며 1971년에 암트랙 설립과 동시에 이 노선을 인수하면서 파나마 리미티드 운행을 중단했다.

## 운행 노선

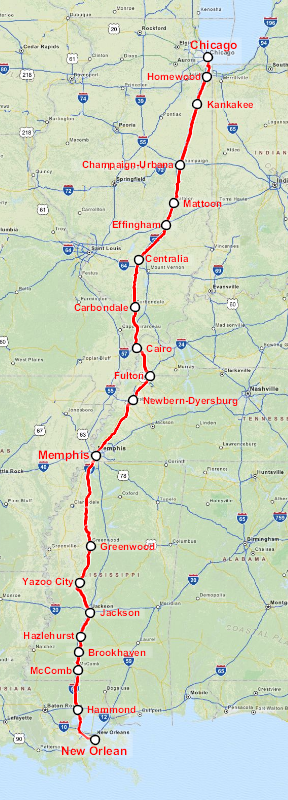
암트랙 시티 오브 뉴올리언스 노선도 (interactive map)

## 사진

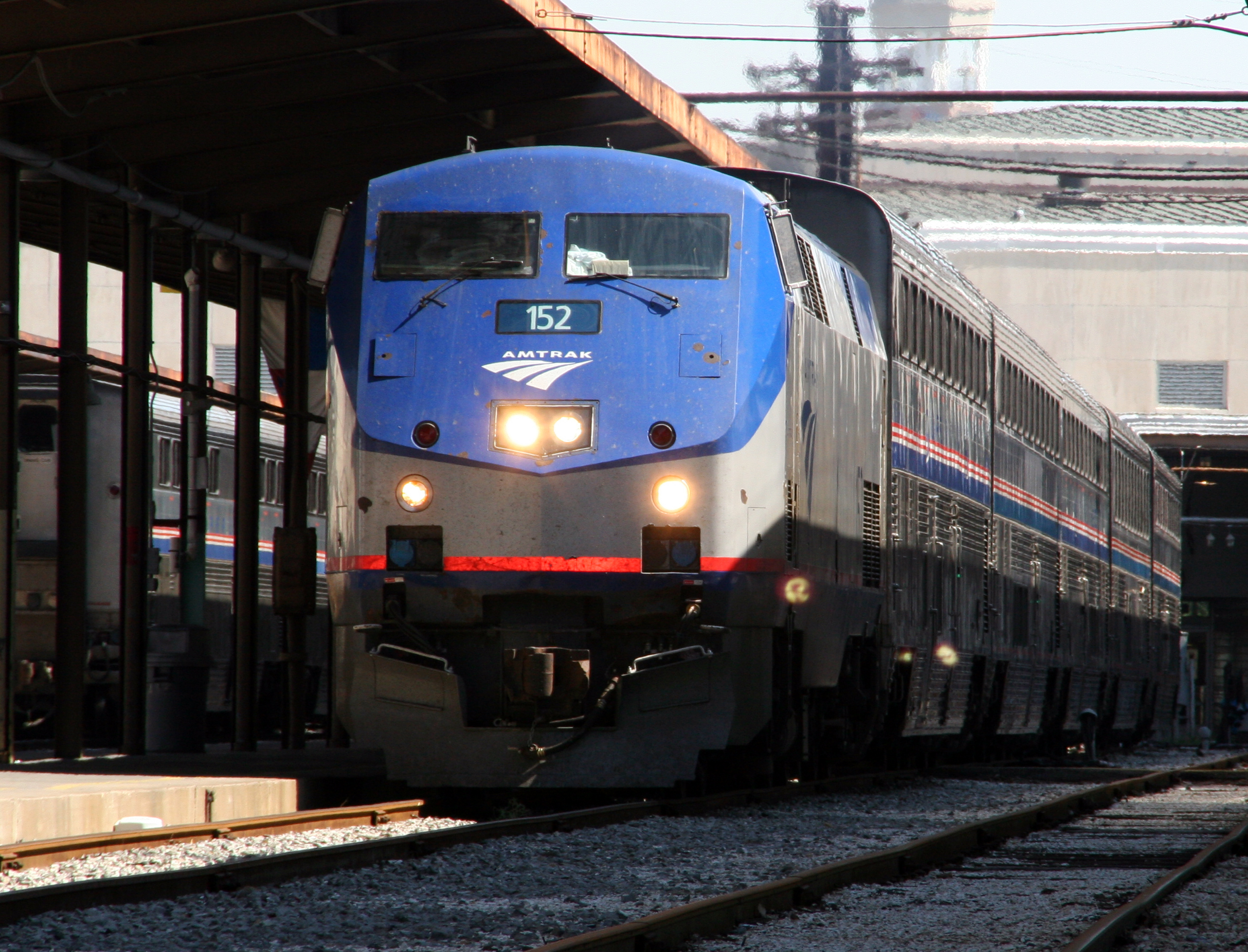
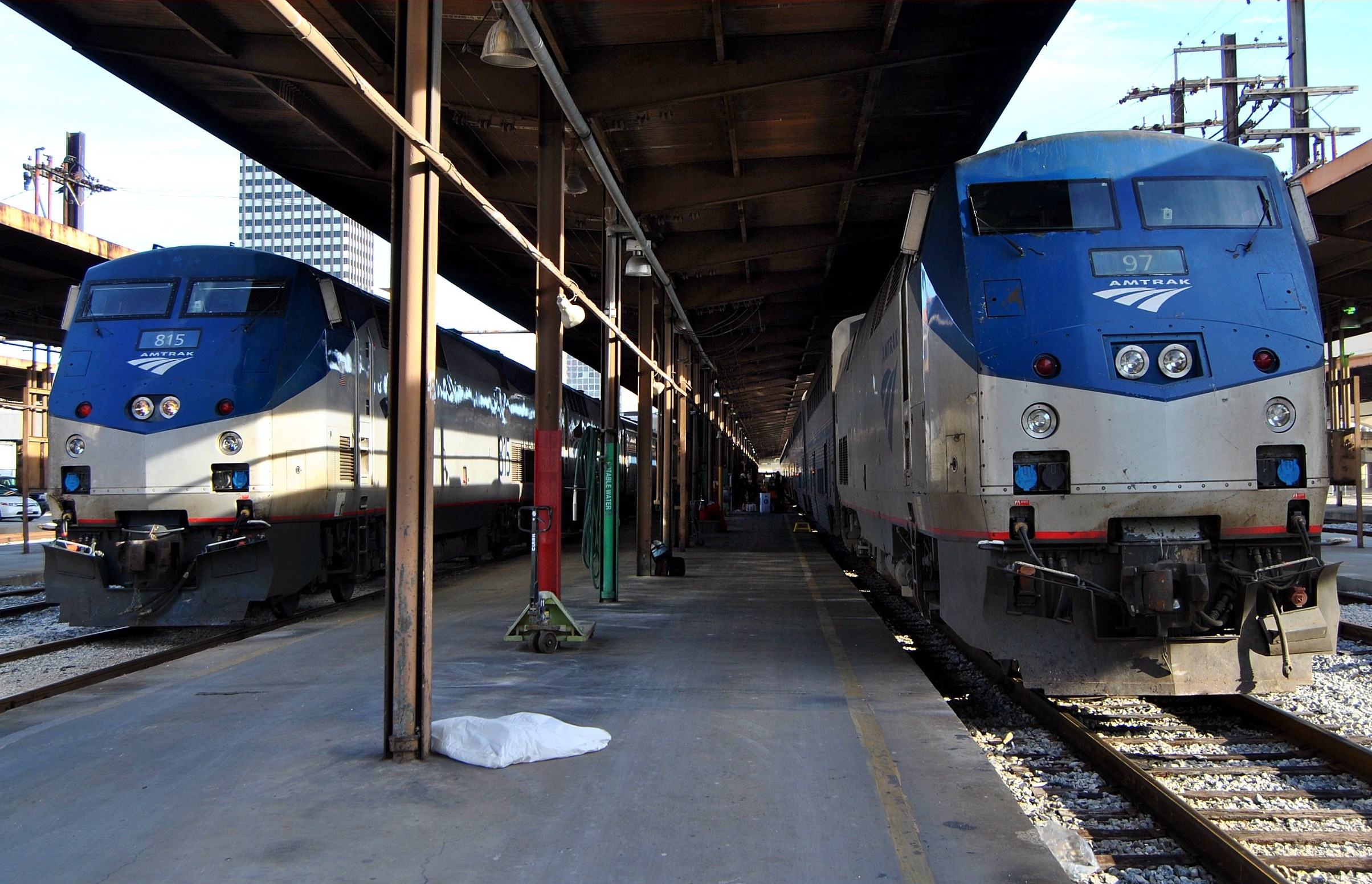
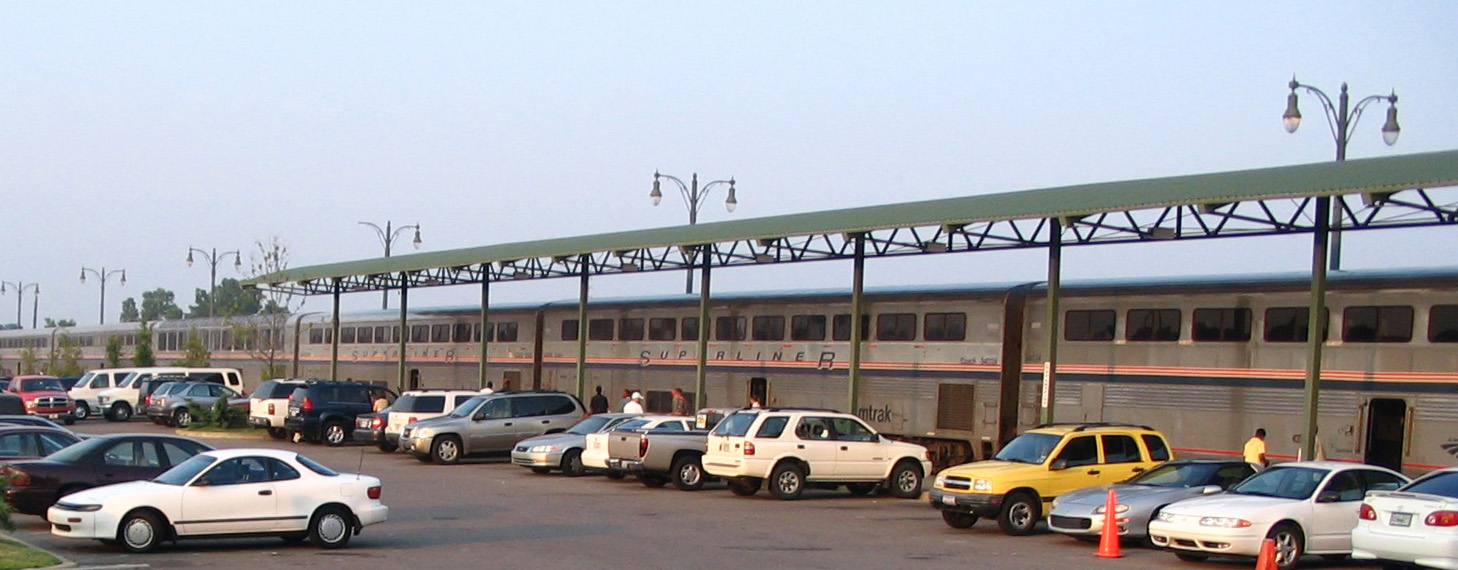
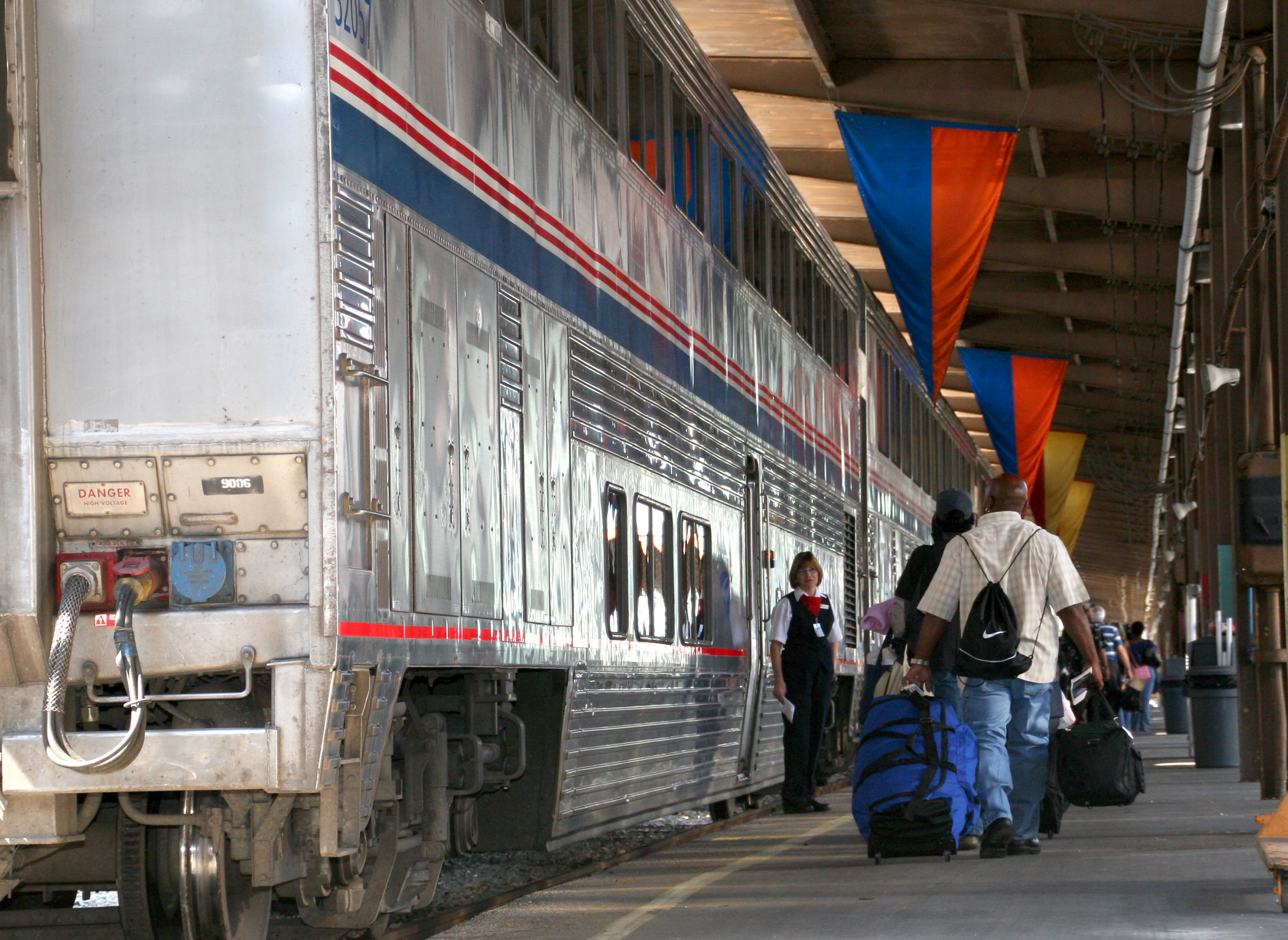